# Material de Construcción Viviente
Un material de construcción viviente (LBM por sus siglas en inglés "Living Building Material") es un material utilizado en la construcción y diseño industrial cuya composición incluye seres vivos como bacterias, hongos u otros microorganismos. Los ejemplos incluyen: biocemento autorreparable,hormigón autorreplicante, y compuestos a base de micelio para construcción y embalaje. Algunos proyectos artísticos de este campo incluyen estos materiales vivientes en componentes de construcción y artículos del hogar.

## Historia
El desarrollo de materiales de construcción vivientes comenzó con la investigación de métodos biomiméticos de mineralización de hormigón, inspirados en la mineralización del coral . El uso de la precipitación de calcita inducida por microbios (MICP por sus siglas en inglés "Microbiologically Induced Calcite Precipitation") en concreto, se aplicó por primera vez en Francia en 1990, por un investigador de la Universidad Pierre y Marie Curie llamado Adolphe Jean-Pierre, como método para crear una capa protectora en las fachadas de los edificios.
En 2001 varios experimentos habían demostrado que podían utilizarse bacterias calcificantes para reparar fisuras en el concreto y para crear concreto más resistente y duradero. Sin embargo, en aquel entonces aún se desconocían los efectos a largo plazo del uso de microorganismos en el concreto.
En 2005, un grupo de ingenieros de la  Universidad de Antioquia en Colombia, lograron crear una mezcla de hormigón con bacterias calcificantes que dotaron a la mezcla de una mayor densidad, resistencia, impermeabilidad, resistencia al ácido nítrico y menor conductividad térmica.
En 2007, la empresa estadounidense Ecovative Design presentó Greensulate, un material de aislamiento para edificios basado en micelio. Fue un trabajo derivado de la investigación realizada en el Instituto Politécnico Rensselaer. Los compuestos de micelio se desarrollaron más tarde para el embalaje, la absorción del sonido y los materiales de construcción estructurales, como los ladrillos.
En 2013 en el Reino Unido, la Universidad de Cardiff fundó el proyecto Materials for Life (M4L) para "crear una infraestructura y entorno con un sistema sostenible y resistente que comprenda materiales y estructuras capaces de monitorizarse, regularse, adaptarse y repararse continuamente sin necesidad de intervención externa". M4L realizó las primeras pruebas de hormigón autorreparable del Reino Unido. En 2017, el proyecto se expandió en un consorcio liderado por las universidades de Cardiff, Cambridge, Bath y Bradford, cambiando su nombre a Resilient Materials 4 Life (RM4L) y recibiendo fondos del Consejo de Investigación de Ingeniería y Ciencias Físicas del Reino Unido. Este consorcio se centra en 4 aspectos de la ingeniería de materiales: 
- Autosanación de grietas en múltiples escalas.
- Autosanación de daños por carga cíclica y dependientes del tiempo.
- Autodiagnóstico y sanación de daños químicos.
- Autodiagnóstico e inmunización contra daños físicos.[18]

En 2016, la Agencia de Proyectos de Investigación Avanzados de Defensa del Departamento de Defensa de los Estados Unidos lanzó el programa Ingeniería de Materiales Vivientes (ELM por Engineered Living Materials). Su objetivo es "desarrollar herramientas y métodos de diseño que habiliten la ingeniería de características estructurales en sistemas celulares que operan como materiales vivientes, desbloqueando un nuevo espacio para el diseño de tecnología de construcción... [y] para validar estos nuevos métodos a través de la producción de materiales vivientes capaces de reproducirse, autoorganizarse y autosanarse". En 2017, el programa ELM contrató a Ecovative Design para producir "un material de construcción híbrido viviente... [para] reprogramarlo genéticamente con una funcionalidad receptiva [como] la reparación de heridas... [y para] reutilizar y redistribuir rápidamente [el] material en nuevas figuras, modos y aplicaciones". En 2020, un grupo de investigación de la Universidad de Colorado, financiado por una subvención de ELM, publicó un artículo respecto a la creación exitosa de hormigón de regeneración exponencial que habían logrado.

## Hormigón Autorreplicante

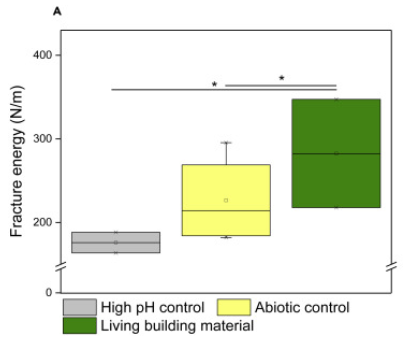
La energía de fractura de un material de construcción viviente en comparación con dos controles: uno sin cianobacterias y otro sin cianobacterias y con alto pH.

El hormigón autorreplicante se produce utilizando una mezcla de arena e hidrogel, que sirve como medio de cultivo de bacterias sinecococos.

### Síntesis y fabricación.
La mezcla de hidrogel y arena de la cual se fabrica el concreto autorreplicante tiene un pH, fuerza iónica y temperaturas de curado más bajas que las mezclas de concreto estándar, lo que lo convierte en un medio de cultivo para bacterias. A medida que las bacterias se reproducen, se propagan y biomineralizan el medio con carbonato de calcio, que es el principal contribuyente de la resistencia y durabilidad del material. Después de la biomineralización, el compuesto de hidrogel y arena es lo suficientemente fuerte como para utilizarse en la construcción, como hormigón o mortero.
Las bacterias en el concreto autorreplicante reaccionan a los cambios de humedad ambiental : son más activas y se reproducen más rápido en un ambiente con un rango de 50 a 100% de humedad, Una humedad más baja produce un material más fuerte.
A medida que las bacterias se reproducen, aumenta la biomineralización; esto aumenta la capacidad de producción exponencialmente.

### Propiedades
Las propiedades estructurales del material son similares a las de morteros sobre la base de cemento Portland. Tiene un módulo elástico de 293,9 MPa y una resistencia a la tracción de 3,6 MPa (3,5MPa es el mínimo exigido para hormigones a base de cemento Portland); no obstante, su energía de fractura es de 170 N, bastante menor que la mayoría de formulaciones de hormigón estándar, las cuales alcanzan varios kN.

### Usos
El concreto autorreplicante tiene usos en variadas de aplicaciones y entornos, pero el efecto de la humedad ambiental en las propiedades del material final implican que la aplicación del material debe adaptarse a su entorno. En ambientes húmedos, es mejor usarlo para rellenar grietas en caminos, paredes y aceras, ya que rellena las cavidades creciendo hasta convertirse en una masa sólida a medida que fragua, mientras que en ambientes más secos es más apropiado utilizarlo estructuralmente, ya que su resistencia aumenta en ambientes de baja humedad.
A diferencia del concreto tradicional, cuya producción libera cantidades masivas de dióxido de carbono a la atmósfera, las bacterias utilizadas en el concreto autorreplicante absorben dióxido de carbono, lo que reduce la huella de carbono del proceso.
El concreto autorreplicante no busca reemplazar el concreto tradicional, sino crear una nueva clase de materiales con su propia combinación de resistencia, beneficios ecológicos y funcionalidad biológica.

## Biocemento

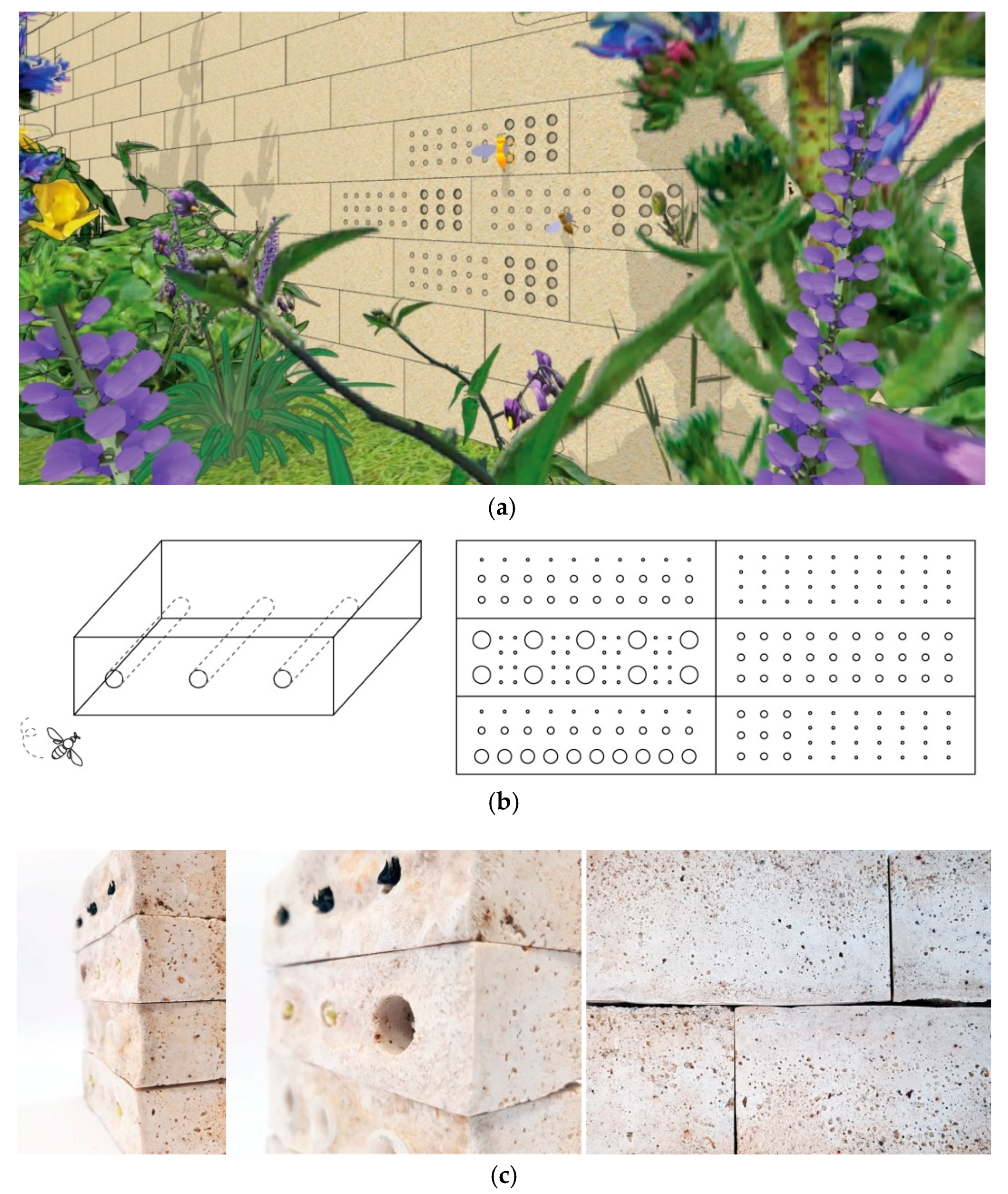
Aplicación de biocemento en panales de abejas. La figura (a) muestra un diagrama virtual del bloque de biocemento y el área de alojamiento para las abejas. La figura (b) muestra la sección transversal del diseño y los agujeros en los que pueden anidar las abejas. La figura (c) muestra el prototipo del bloque de abeja hecho de biocemento.

El biocemento es un agregado de arena producido a través del proceso de precipitación de calcita inducida por microbios. Es un material ecológico que puede producirse con una variedad de materias primas, desde desechos agrícolas hasta relaves mineros.

### Síntesis y fabricación.
Los microbios son el componente clave en la formación de bioconcreto, ya que proporcionan el sitio de nucleación para la precipitación de carbonato de calcio en la superficie. Los microorganismos como Sporosarcina pasteurii son útiles en este proceso, ya que crean ambientes altamente alcalinos donde abunda el carbono inorgánico disuelto.  Estos factores son esenciales para la precipitación de calcita inducida por microorganismos, que es el mecanismo principal para formar el biocemento. Otros organismos aptos para inducir este proceso son microorganismos fotosintéticos como microalgas, cianobacterias y bacterias reductoras de sulfato como Desulfovibrio desulfuricans.
La nucleación del carbonato de calcio en la mezcla depende de 4 factores principales:
1. La concentración de calcio
2. La concentración de carbono inorgánico disuelto
3. Los niveles de pH
4. La disponibilidad de sitios de nucleación

Siempre que la concentración de iones de calcio sea lo suficientemente alta, los microorganismos podrán crear el entorno a través de procesos como la ureólisis.
Los avances en la optimización de métodos para facilitar la precipitación de carbonato de calcio mediante el uso de microorganismos se desarrollan rápidamente.

### Propiedades
El biocemento es capaz de "autosanarse" debido a su composición de bacterias, lactato de calcio, nitrógeno y fósforo. Estos componentes son capaces de permanecer activos en el biocemento por hasta 200 años. El biocemento, como cualquier otro hormigón, puede agrietarse por las fuerzas y tensiones externas. Sin embargo, a diferencia del hormigón normal, los microorganismos del biocemento pueden germinar en presencia de agua, agua que puede ser suministrada por fuentes como la lluvia. Una vez introducida el agua en las zonas agrietadas, esta despertará a las bacterias y comienzan a alimentarse del lactato de calcio presente en la mezcla. Este proceso de alimentación también consume oxígeno que convierte el lactato de calcio en piedra caliza insoluble que se solidifica en la superficie sobre la que se encuentra, que en este caso es el área agrietada, sellando así la grieta.
El oxígeno es uno de los principales elementos corrosivos en materiales como los metales. Cuando se utiliza biocemento en estructuras de hormigón armado con acero, los microorganismos consumen el oxígeno, impidiendo que corroa el metal y aumentando así la resistencia a la corrosión. Esta propiedad también permite la resistencia al agua, ya que esta induce la sanación del material y reduce la corrosión general al despertar a las bacterias. Los agregados de hormigón de agua son los que se utilizan para prevenir la corrosión. Estos son reciclables gracias a diferentes métodos para reutilizarlos, como triturar o moler el biocemento.
La permeabilidad del biocemento también es mayor que la del cemento tradicional debido a su mayor porosidad. Una mayor porosidad conduce a una mayor propagación de grietas cuando se expone a fuerzas lo suficientemente grandes.
Actualmente, el biocemento se compone aproximadamente de un 20% de un agente autorreparador, aunque disminuye su resistencia mecánica. La resistencia mecánica del biohormigón es aproximadamente un 25 % más débil que la del hormigón tradicional, lo que mengua su resistencia a la compresión.
Organismos como la Pseudomonas aeruginosa son efectivos para crear biocemento,pero estos no son seguros para estar cerca de los humanos, por lo que deben evitarse.

### Usos
El biocemento se utiliza actualmente en aceras y pavimentos en edificios. También hay ideas de construcciones de edificios biológicos. El uso del biocemento aún no está muy extendido debido a que actualmente no existe un método factible para producir biocemento en masa de alto grado. También hay pruebas mucho más definitivas pendientes para utilizar confiablemente el biocemento en aplicaciones a gran escala donde la resistencia mecánica no puede fallar. El coste del biocemento también duplica el del hormigón normal. No obstante, los diferentes usos en aplicaciones más pequeñas incluyen barras rociadoras, mangueras, líneas de caída y nidos de abejas. El biocemento aún se encuentra en sus etapas de desarrollo, sin embargo, tiene un potencial prometedor.

## Compuestos de micelio

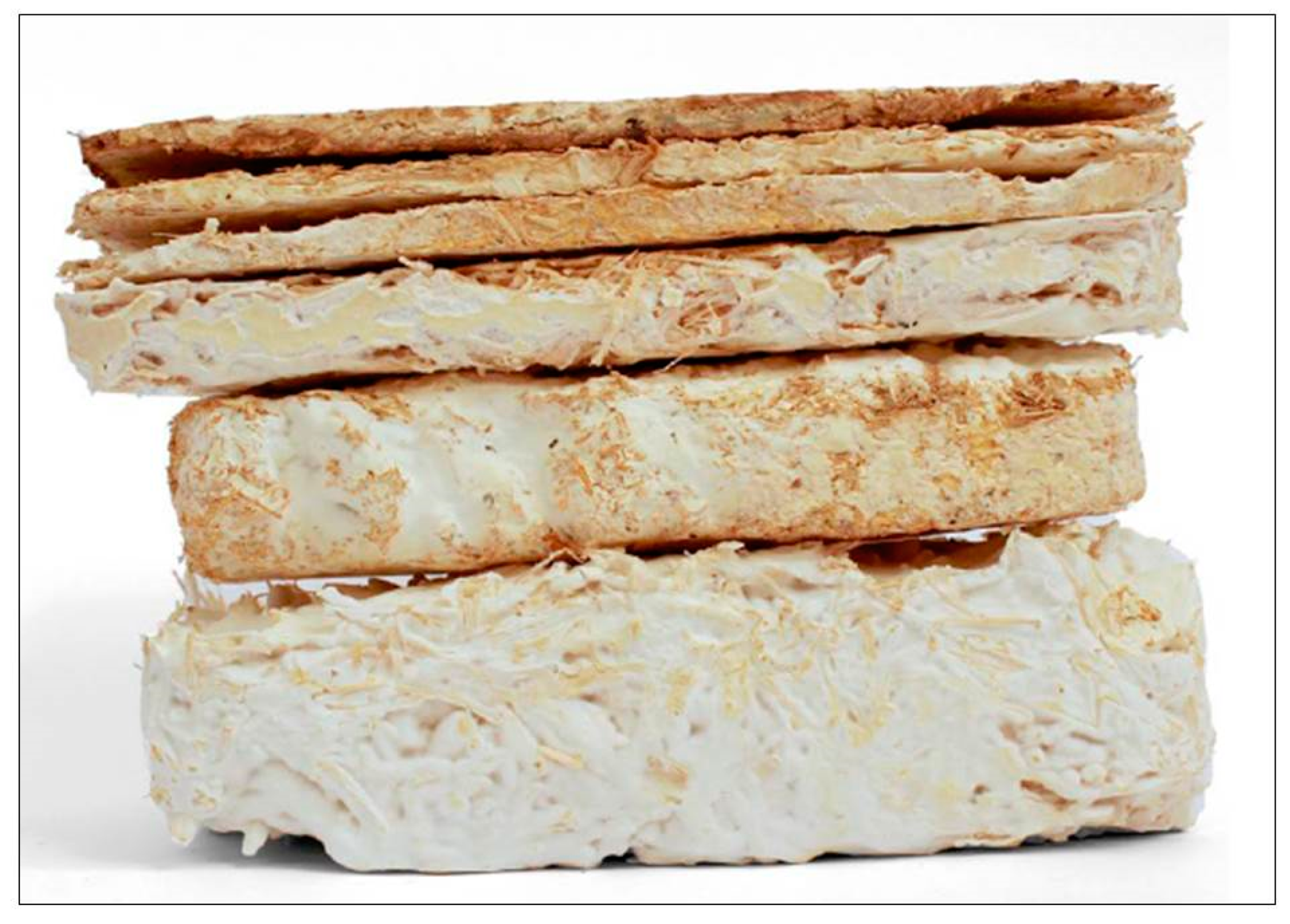
Un ejemplo de las estructuras a base de compuestos de micelio.

Los compuestos de micelio son materiales producidos con base en una masa de hifas ramificadas en forma de hilo producidas por hongos llamada micelio. Existen diversas formas de sintetizar y fabricar compuestos de micelio, que dotan de diferentes propiedades y aplicaciones al producto final. Los compuestos de micelio son económicos y sostenibles .

### Síntesis y fabricación.
Los compuestos a base de micelio se sintetizan con diferentes tipos de hongos, especialmente setas. La selección de especies fúngicas es fundamental para determinar las propiedades específicas del producto final. Se suelen utilizar especies como G. lucidum, Ganoderma sp. P. ostretus, Pleurotus sp., T. versicolor, Trametes sp ., etc.
Los hongos son capaces de degradar y colonizar diferentes tipos de sustancias orgánicas para formar compuestos. Uno de los sustratos orgánicos más utilizados en compuestos de micelio son los residuos vegetales. Cuando el micelio del hongo coloniza y degrada estos compuestos orgánicos, se forma una densa red de hifas.
Para producir alternativas sostenibles, especialmente para materiales a base de petróleo, se incuba el micelio fúngico con un producto de desecho vegetal. Es importante que el micelio y el sustrato orgánico se incuben correctamente, ya que es durante este período en el que estas partículas interactúan entre sí y se unen para formar un compuesto. Durante este tiempo, el micelio utiliza los nutrientes esenciales como el carbono, los minerales y el agua del producto de desecho vegetal.
El sustrato orgánico utilizado puede ser variado e incluir algodón, grano de trigo, cáscara de arroz, fibra de sorgo, desechos agrícolas, aserrín, partículas de pan, cáscara de plátano, residuos de café, entre otros. Para sintetizar y fabricar los compuestos, se utilizan diferentes técnicas, como la adición de carbohidratos, la alteración de las condiciones de fermentación, el uso de diferentes tecnologías de fabricación, la alteración de las etapas posteriores al procesamiento y la modificación genética o bioquímica para formar productos con ciertas propiedades.
La mayoría de compuestos de micelio se fabrica en moldes de plástico, de modo que el micelio se cultiva directamente en la forma deseada. Otros métodos de fabricación utilizan moldes de piel laminada, de piel al vacío, de vidrio, de madera, de madera contrachapada, de placa de Petri, de mosaico, etc. Durante el proceso de fabricación, es crucial contar con un ambiente esterilizado, condiciones controladas de luz, temperaturas de entre 25 a 35 °C y humedad de entre un 60 a 65% para obtener los mejores resultados. Otra forma de sintetizar un compuesto de micelio es mezclando diferentes proporciones de fibras, agua y micelio para posteriormente colocarlos en moldes de PVC en capas que después se comprimen y se incuban durante unos días. Los compuestos de micelio se pueden procesar en forma de espuma, laminado y hoja de micelio mediante técnicas de procesamiento como corte láser, compresión en frío y calor, etc. Los compuestos de micelio tienden a absorber agua una vez fabricados, no obstante, esta propiedad puede removerse secando el producto en el horno.

### Propiedades
Una de las ventajas de usar compuestos de micelio es que las propiedades pueden modificarse según el proceso de fabricación y la variación de las especies fúngicas empleadas, ya que las propiedades dependen del tipo de hongo utilizado y del lugar donde se cultiven. Además, los hongos son capaces de degradar la celulosa vegetal para hacer compuestos de una manera preferible. Algunas propiedades mecánicas importantes, como la resistencia a la compresión, morfología, resistencia a la tracción, hidrofobicidad y resistencia a la flexión, también pueden modificarse para diferentes usos del compuesto. Para aumentar la resistencia a la tracción, el compuesto puede someterse a prensado térmico. El tipo de sustrato empleado también afecta las propiedades del material; por ejemplo, un compuesto de micelio hecho con un 75% de                                                  cascarilla de arroz tiene una densidad de 193 kg/m 3, mientras que un 75% de granos de trigo tiene 359 kg/m3. Otra forma de aumentar la densidad del compuesto es eliminando un gen de hidrofobina. Estos compuestos también son capaces de autofusionarse, lo que aumenta su resistencia. Los materiales de micelio suelen ser compactos, porosos, ligeros y buenos aislantes. La principal propiedad de estos compuestos es que son totalmente naturales y sostenibles. Otra ventaja de los compuestos de micelio es que actúan como aislante, es ignífuga, no tóxica, resistente al agua, de rápido crecimiento y capaz de unirse a los productos de micelio vecinos. Las espumas de micelio y los componentes sándwich son 2 tipos comunes de compuestos. Las espumas de micelio son el tipo más eficiente debido a su propiedad de baja densidad, alta calidad y sostenibilidad. La densidad de la espuma de micelio se puede disminuir mediante el uso de sustratos más finos, con un grosor menor a 2 mm de diámetro. Estos compuestos también tienen una mayor conductividad térmica.

### Usos
Uno de los usos más comunes de los compuestos de micelio es como alternativas a los materiales a base de petróleo y poliestireno. Estas espumas sintéticas se utilizan para productos de diseño y arquitectura sostenibles. El uso de compuestos de micelio se basa en sus propiedades. Hay varias empresas biosostenibles como Ecovative Design LLC, MycoWorks, MyCoPlast, etc. que utilizan compuestos de micelio como embalajes protectores de productos electrónicos y alimentos, ladrillos, sustitutos de cuero, alternativas para pisos y baldosas acústicas, aislamiento térmico y acústico, paneles de construcción, etc. La capacidad de unirse con compuestos vecinos se utiliza para ayudar al compuesto de micelio a formar enlaces fuertes para unir ladrillos. Un ejemplo es Hy-Fi, una torre de 12 metros de altura en MoMA PS1, en Nueva York, construida con 1000 ladrillos de tallos de maíz y micelio. Esta torre ganó el concurso anual del Programa de Jóvenes Arquitectos en 2014.
También existen otros productos cotidianos como lámparas, utensilios de cocina, plafones, artículos de decoración, artículos de moda, sillas, y demás hechos de micelio. En arquitectura, los compuestos de micelio se utilizan ampliamente por su mejor rendimiento como aislamiento y mayor resistencia al fuego que otros productos. El micelio se usa cada vez más en la industria para reemplazar los materiales plásticos dañinos para el medio ambiente. La fabricación utilizando un proceso natural de baja energía y son biodegradables.

## Otras aplicaciones
Más allá de los materiales de construcción, la precipitación de carbonato cálcico inducida por microbios puede ayudar a limpiar contaminantes de aguas residuales, suelo y aire. Actualmente, los metales pesados y los radionúcleos son un desafío a la hora de limpiar las fuentes de agua y el suelo. Los métodos tradicionales de bombeo y tratamiento del agua no funcionan para limpiar los radionúcleos en las aguas subterráneas, y para limpiar los metales pesados del suelo, los métodos de limpieza incluyen la fitorremediación y la lixiviación química. Desgraciadamente, estos tratamientos son costosos, carecen de larga efectividad y pueden destruir la productividad del suelo.
Mediante el uso de bacterias ureolíticas capaces de precipitar carbonato cálcico, los contaminantes pueden capturarse en la estructura de la calcita, separándolos así del suelo o el agua. Esto funciona a través de la sustitución de iones de calcio por los contaminantes que luego forman partículas sólidas. Se reporta que el 95% de estas partículas sólidas se pueden remover utilizando bacterias ureolíticas. No obstante, cuando se produce incrustación de calcio en las tuberías, no se puede utilizar este método, ya que se basa en el calcio. En lugar de calcio, es posible agregar una baja concentración de urea para eliminar hasta el 90% de los iones de calcio.
Otra aplicación de construcción adicional implica la autoformación de una fundación en respuesta a la presión utilizando bacterias de ingeniería.Las bacterias diseñadas podrían solidificar efectivamente el suelo al detectar mayor presión y cementar sus partículas. Dentro del suelo, la presión de los poros consta de 2 factores: la tensión aplicada y la rapidez del drenaje en el suelo. Analizando el comportamiento biológico de las bacterias respondiendo a una carga y el comportamiento mecánico del suelo, se puede crear un modelo computacional. Este modelo permite identificar y modificar ciertos genes de la bacteria para que respondan de una forma específica a la presión. Sin embargo, la bacteria analizada en este estudio se cultivó en un laboratorio altamente controlado, por lo que los entornos de suelo reales pueden no ser tan ideales. Esta es una limitación del modelo y del estudio del que se originó, pero sigue siendo una posible aplicación de los materiales de construcción vivos.